# Конторский дом Сытина
Конто́рский дом Сы́тина — памятник архитектуры, расположенный в городе Москве.

## История
Здание возведено в 1904 году по проекту архитектора А. Э. Эрихсона, конструкции перекрытий разработаны инженером В. Г. Шуховым. Помимо книжного магазина, занимавшего весь первый этаж, в доме также располагались жилые квартиры.
Архитектурное сооружение представляет собой важную историческую ценность. С 1904 по 1928 годы в верхнем этаже жил предприниматель, книгоиздатель и просветитель И. Д. Сытин, в гостях у которого часто бывали М. Горький, А. Куприн, В. Немирович-Данченко и другие деятели культуры и искусства Москвы того периода. Именно в эту постройку с Пятницкой улицы и Старой площади было перемещено издательство газеты «Русское слово». Непосредственно типография размещалась во дворе.
С приходом Советской власти в строении располагалась редакция и типография газеты «Правда», секретарём которой являлась М. И. Ульянова. Позднее в здании находилась редакция газеты «Труд». Помимо всего прочего, в 1973 году на сытинском доме была установлена мемориальная доска в память об «известном книгоиздателе и просветителе».
13 апреля 1979 года здание по восьми рельсовым путям было передвинуто на 33 м в сторону Настасьинского переулка — главным образом из-за того, что, по мнению властей, оно портило вид на нововозведённое здание газеты «Известия». Задняя часть здания со старыми лестничными пролётами перед передвижкой была отсечена и затем разрушена, а само передвинутое здание впоследствии было соединено с недавно построенным к тому моменту новым зданием «Известий». Часть перемещаемой постройки сильно пострадала или была вовсе уничтожена.

## Архитектура
Пятиэтажное ступенчатое здание возведено в стиле раннего модерна. С точки зрения архитектуры интерес представляют изогнутые линии торца и фасада, декорированного по эскизам художника и иллюстратора И. Я. Билибина, массивный мезонин и необычная конструкция с торца. Обращают на себя внимание свисающие угловые карнизы, устойчивость которых обеспечивает специальная опора, различной формы и размера балконы, сложные плетения окон. Природный мотив, свойственный модерну, прослеживается в формах чугунных решёток и в мозаичном орнаменте с золотым отливом и пестротой алых маков.